# بابک بیات
علی‌حسین بیات زرندی مطلق معروف به بابک بیات (۲۳ خرداد ۱۳۲۵ – ۵ آذر ۱۳۸۵)، آهنگساز، نوازنده، تنظیم‌کننده و آهنگساز فیلم ایرانی بود.

## زندگی هنری

### قبل از انقلاب
بابک بیات در سال ۱۳۲۵ در شهر تهران متولد شد. از ۱۹ سالگی در اپرای تهران و زیر نظر خانم اولین باغچه‌بان، آقای ثمین باغچه‌بان و نصرت‌الله زابلی با موسیقی کلاسیک و جهانی آشنا شد و در حدود پنج‌سال همکاری خود را با این اپرا ادامه داد. بعد از آن با محمد اوشال آهنگساز و رهبر ارکستر جاز فولکلوریک دوستی عمیقی پیدا کرد که این دوستی به ادامه هارمونی و آکومپانیمان و فراگیری دیگر اشتیاقات موسیقایی بیات منجر شد. ایرج جنتی عطایی شاعر و ترانه‌سرا و نمایشنامه‌نویس که از دوران کودکی تا قبل از انقلاب با بابک بیات همگام با هم موسیقی ترانه را ادامه دادند، در زندگی بیات و خانواده‌اش بسیار مؤثر بود، که این دوستی به ساخت ترانه‌های بسیاری از جمله: غریبه، جنگل، بن‌بست، خونه، فریاد زیر آب، علی کنکوری، تپش، خاتون، سایه، خورجین (بانوی شرقی)، فصل بد خاکستری (روح بزرگوار)، سقف، هیچ‌کسی مثل تو نبود، طلایه‌دار و بسیاری ترانه‌های دیگر منجر شد.
بیات موسیقی فیلم را با فیلم غریبه که با همراهی واروژان ساخته شد، شروع کرد. بعد از فیلم غریبه، بیات موسیقی فیلم‌های خورشید در مرداب، شب آفتابی (با ترانه عروسک قصه من)، برهنه تا ظهر با سرعت، فریاد زیر آب، سریال چنگک و بسیاری موسیقی فیلم‌های دیگر را ساخت.

### پس از انقلاب
بعد از انقلاب بابک بیات فعالیت موسیقی را در شرکت ابتکار، همراه با دوستش ابراهیم زال‌زاده و با کاست قاصدک، زندگی‌نامه صمد بهرنگی ادامه داد. پس از آن کاست خروس زری پیرهن پری را به همراه احمد شاملو کار کرد و برای کاست‌های سکوت سرشار از ناگفته‌هاست و چیدن سپیده‌دم با صدای احمد شاملو موسیقی ساخت.
بابک بیات موسیقی فیلم را در بعد از انقلاب با فیلم مرگ یزدگرد ساخته بهرام بیضایی ادامه داد و در سال ۱۳۶۲ موسیقی فیلم‌های نقطه ضعف و ریشه در خون را ساخت و در سال‌های بعد برای فیلم‌های شاید وقتی دیگر و مسافران ساخته‌های بهرام بیضایی، سریال سلطان و شبان، کشتی آنجلیکا، عروس، پرده آخر، طلسم، مرسدس، جهان پهلوان تختی، دست‌های آلوده، اتوبوس، قرمز، دو زن، شیدا و در حدود ۹۰ فیلم سینمایی موسیقی نوشته‌است و آخرین سریالی که وی برای آن موسیقی ساخته‌است سریال ولایت عشق است.

## افتخارات و جوایز
بابک بیات در سال ۱۳۶۹ پس از چند بار کاندیدا شدن برای جایزه بهترین موسیقی فیلم، بالاخره این سال وقتی که از پنج کاندیدای موسیقی فیلم سه بار نام او را اعلام کردند، جایزه سیمرغ بلورین فجر را برای فیلم عروس دریافت کرد.
همچنین در سال ۱۳۷۵ وقتی که از بین چهار کاندیدا دو بار نامش اعلام شد، مجدداً سیمرغ بلورین را کسب کرد.
وی در خانه سینما برای فیلم ساحره جایزه اول موسیقی فیلم را دریافت کرد و در جشن گزارش فیلم جایزه بهترین آهنگسازی را برای صد سالگی سینما از آن خود کرد.
در سال ۱۳۸۱ در مراسمی که در شیراز برگزار شد از بابک بیات و چهار هنرمند بزرگ دیگر ایران تقدیر به عمل آمد. همچنین در همین سال و در مراسمی دیگر از بابک بیات به خاطر یک عمر تلاش در زمینه ترانه ایران تقدیر شد که در این مراسم پیام‌هایی از ایرج جنتی عطایی، بهرام بیضایی قرائت گردید.
از دیگر فعالیت‌های بابک بیات در این سال‌ها ساخت قطعه کرال و ارکسترال «سرزمین خورشید» بود، که در سال ۱۳۷۶ توسط ارکستر سمفونیک تهران و به رهبری «فریدون ناصری» اجرا شد. بابک بیات در کنار ساخت موسیقی، حدود هشت سال در دانشگاه‌های تهران مشغول به کار بود و موسیقی فیلم تدریس می‌کرد.
| سال  | جایزه                                                        | نام اثر            | نتیجه    |
| ---- | ------------------------------------------------------------ | ------------------ | -------- |
| ۱۳۶۵ | سیمرغ بلورین بهترین موسیقی متن از پنجمین جشنواره فیلم فجر    | طلسم               | نامزدشده |
| ۱۳۶۶ | سیمرغ بلورین بهترین موسیقی متن از ششمین جشنواره فیلم فجر     | شکار               | نامزدشده |
| ۱۳۶۶ | سیمرغ بلورین بهترین موسیقی متن از ششمین جشنواره فیلم فجر     | شاید وقتی دیگر     | نامزدشده |
| ۱۳۶۹ | سیمرغ بلورین بهترین موسیقی متن از نهمین جشنواره فیلم فجر     | عروس               | پیروز    |
| ۱۳۶۹ | سیمرغ بلورین بهترین موسیقی متن از نهمین جشنواره فیلم فجر     | پرده آخر           | نامزدشده |
| ۱۳۶۹ | سیمرغ بلورین بهترین موسیقی متن از نهمین جشنواره فیلم فجر     | دو فیلم با یک بلیت | نامزدشده |
| ۱۳۷۰ | سیمرغ بلورین بهترین موسیقی متن از دهمین جشنواره فیلم فجر     | مسافران            | نامزدشده |
| ۱۳۷۲ | سیمرغ بلورین بهترین موسیقی متن از دوازدهمین جشنواره فیلم فجر | روز فرشته          | نامزدشده |
| ۱۳۷۳ | سیمرغ بلورین بهترین موسیقی متن از سیزدهمین جشنواره فیلم فجر  | روز شیطان          | نامزدشده |
| ۱۳۷۵ | سیمرغ بلورین بهترین موسیقی متن از پانزدهمین جشنواره فیلم فجر | سرزمین خورشید      | پیروز    |
| ۱۳۷۵ | سیمرغ بلورین بهترین موسیقی متن از پانزدهمین جشنواره فیلم فجر | مردی شبیه باران    | پیروز    |
| ۱۳۷۶ | سیمرغ بلورین بهترین موسیقی متن از شانزدهمین جشنواره فیلم فجر | مرسدس              | نامزدشده |
| ۱۳۷۷ | سیمرغ بلورین بهترین موسیقی متن از هفدهمین جشنواره فیلم فجر   | قرمز               | نامزدشده |

## زندگی شخصی
وی در مصاحبه با ماهنامه نسیم هراز اصالت پدرش را متولد ده مامونیه که اکنون شهرستان شده می‌داند.
بخشی از مصاحبه: «از وی می‌پرسم: «اصالت‌شان مربوط به کجا بود؟» می‌گوید: «پدر من مال اطراف تهران بود و در شانزده سالگی آمده بود تهران. در اطراف تهران جایی که به ساوه نمی‌رسد یک جایی بود به نام «مامونیه.» جایی که الان فرودگاه زده‌اند نزدیک مامونیه است. تنها ده فارس آنجا بوده. اسمش هم از مام می‌آید به معنای مادر. ده‌های دیگر هم آن اطراف بودند که همه‌شان ترک‌زبان بودند مثل قاسم‌آباد و غیره. این ده که پدرم از آنجا بوده همه‌شان فارس بودند. ایرانی اصیل صحبت می‌کردند. طبق گفته ایشان نام واقعی وی یک اسم و فامیلی خیلی دراز داشتم: «علی حسین بیات زرندی مطلق.» وقتی بزرگ‌تر شدم زرندی را برداشتم و شد بیات مطلق و یک اسم مستعار هم برای خودم انتخاب کردم به نام بابک. شدم بابک بیات و همه من را به این اسم می‌شناختند.»

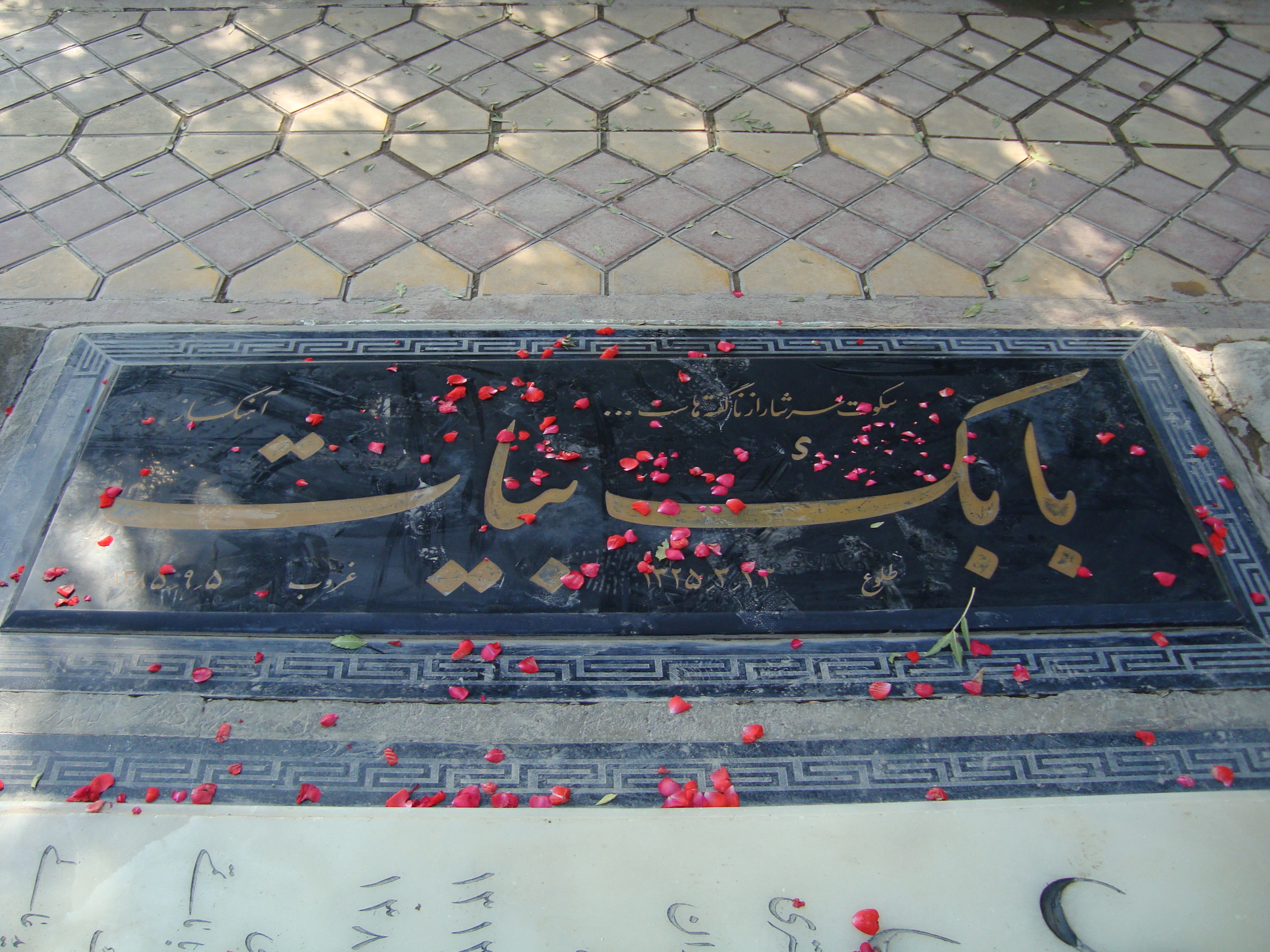
آرمگاه بابک بیات

بابک به زندگی گذشته خود می‌بالید و از بیان آن ترسی نداشت. از محله‌های جنوب شهر تهران و از آشنایی با ایرج جنتی عطایی در همین محله‌ها. سرآسیاب دولاب، خیابان شهباز، شکوفه، کرمان، و آن همه خاطره از خانه محقری که حتی کوچک‌ترین صدایی به گوش همسایه‌ها می‌رسید و آغاز آهنگسازی‌اش از همین خانه محقر ۴۸ متری بود؛ و خاطرات شیرین زندگی گذشته‌اش با پدر و مادر و دو برادرش که سراسر تعریف از عاطفه و مهربانی و فداکاری والدین‌اش برای او بود. زمزمه کردن هنگام رفتن به دبیرستان با کفش سوراخ و ساختن ملودی تازه، در حالی که سرمای طاقت‌فرسا از سوراخ کفش تمام وجودش را فرا گرفته بود. میدان ژاله، چهارراه آبسردار و راه مدرسه و پدرش که دوست داشت او یک ورزشکار شده و به دانشگاه افسری برود و زندگی نظامی را شروع کند. اما او با این تفکر پدر جنگید و موسیقی را دنبال کرد و به همین دلیل بدون حمایت پدر راه خود را ادامه داد.
مرگ پسرش، مانی، در زندگی بابک بسیار اثرگذار بود. پس از مانی، بابک صاحب دو پسر دوقلو به نام‌های «بامداد» و «باربد» شد که هر دو آهنگساز هستند و همچنین یک دختر به نام «غزل».
بامداد در ۹ تیر ۱۴۰۴ بر اثر سکته مغزی در گذشت. 

## درگذشت
بیات در تاریخ ۵ آذر ۱۳۸۵ به علت نارسایی کبدی در تهران درگذشتو در قطعه هنرمندان بهشت زهرا به خاک سپرده شد.
در سومین دوره مراسم سال‌نوای موسیقی ایران، بزرگداشت ۴ هنرمند درگذشته از جمله «بابک بیات» برگزار و از خانواده ایشان با اهداء تندیس یادبود قدردانی شد. این مراسم در آذر ۱۳۹۶ در تالار خلیج فارس بنیاد آفرینش‌های هنری نیاوران برگزار شد.

## آثار

### ترانه
| نام ترانه                     | خواننده            | ترانه‌سرا                       | آهنگساز   | تنظیم          |
| ----------------------------- | ------------------ | ------------------------------ | --------- | -------------- |
| خانه بدوش (منم آن خانه بدوشی) | بابک بیات          | ایرج جنتی عطایی                | بابک بیات | بابک بیات      |
| مادر بزرگ                     | عارف               | ایرج جنتی عطایی                | بابک بیات | بابک بیات      |
| پرنده مهاجر                   | عارف               | ایرج جنتی عطایی                | بابک بیات | بابک بیات      |
| غریبه (ای خدا)                | عارف               | ایرج جنتی عطایی                | بابک بیات | واروژان        |
| تپش (بین این همه غریبه)       | عارف               | ایرج جنتی عطایی                | بابک بیات | بابک بیات      |
| جهان پهلوان                   | عارف               | شهرام دانش                     | بابک بیات | بابک بیات      |
| سکوت سرشار از ناگفته‌هاست      | احمد شاملو (دکلمه) | مارگوت بیگل / ترجمه احمد شاملو | بابک بیات | بابک بیات      |
| چیدن سپیده دم                 | احمد شاملو (دکلمه) | مارگوت بیگل / ترجمه احمد شاملو | بابک بیات | بابک بیات      |
| خروس زری پیرهن پری            | احمد شاملو (دکلمه) | احمد شاملو                     | بابک بیات | بابک بیات      |
| شهر غم                        | داریوش             | ایرج جنتی عطایی                | بابک بیات | واروژان        |
| پسرم                          | داریوش             | ایرج جنتی عطایی                | بابک بیات | بابک بیات      |
| پنجره (علی کنکوری)            | داریوش             | ایرج جنتی عطایی                | بابک بیات | بابک بیات      |
| رسول رستاخیز                  | داریوش             | ایرج جنتی عطایی                | بابک بیات | بابک بیات      |
| شب آفتابی (عروسک)             | داریوش             | ایرج جنتی عطایی                | بابک بیات | بابک بیات      |
| طلایه‌دار                      | داریوش             | ایرج جنتی عطایی                | بابک بیات | بابک بیات      |
| بن‌بست                         | داریوش             | ایرج جنتی عطایی                | بابک بیات | بابک بیات      |
| جنگل                          | داریوش             | ایرج جنتی عطایی                | بابک بیات | بابک بیات      |
| خونه                          | داریوش             | ایرج جنتی عطایی                | بابک بیات | محمد اوشال     |
| خورشید خانوم                  | داریوش             | ایرج جنتی عطایی                | بابک بیات | محمد اوشال     |
| فریاد زیر آب                  | داریوش             | ایرج جنتی عطایی                | بابک بیات | واروژان        |
| هم غصه                        | داریوش             | ایرج جنتی عطایی                | بابک بیات | آندرانیک       |
| چی بگم؟                       | داریوش             | ناهید کبیری                    | بابک بیات | آرمن آهارونیان |
| با شما آیندگانم               | داریوش             | ایرج جنتی عطایی                | بابک بیات | آرمن آهارونیان |
| بغض                           | داریوش             | اکبر آزاد                      | بابک بیات | آرمن آهارونیان |
| دلم میخواد گریه کنم (رازقی)   | داریوش             | ایرج جنتی عطایی                | بابک بیات | رامین زمانی    |
| تپش                           | ابی                | ایرج جنتی عطایی                | بابک بیات | بابک بیات      |
| خورجین                        | ابی                | ایرج جنتی عطایی                | بابک بیات | بابک بیات      |
| خاتون                         | ابی                | ایرج جنتی عطایی                | بابک بیات | بابک بیات      |
| سبد                           | ابی                | ایرج جنتی عطایی                | بابک بیات | بابک بیات      |
| مولای سبزپوش                  | ابی                | ایرج جنتی عطایی                | بابک بیات | محمد اوشال     |
| تو کی هستی؟                   | ابی                | ایرج جنتی عطایی                | بابک بیات | آندرانیک       |
| سایه                          | ابی                | ایرج جنتی عطایی                | بابک بیات | بابک بیات      |
| خاکستری                       | ابی                | ایرج جنتی عطایی                | بابک بیات | محمد اوشال     |
| عاشقانه                       | ابی                | اهورا ایمان                    | بابک بیات | شهرام آذر      |
| یه نفر یه روز میاد            | گوگوش              | ایرج جنتی عطایی                | بابک بیات | محمد اوشال     |
| کتیبه                         | گوگوش              | ایرج جنتی عطایی                | بابک بیات | واروژان        |
| هیچکی مثل تو نبود             | گوگوش              | ایرج جنتی عطایی                | بابک بیات | واروژان        |
| بوی سفر                       | گوگوش              | مسعود کیمیایی                  | بابک بیات | بابک بیات      |
| آشپزخونه                      | گیتی پاشایی        | ایرج جنتی عطایی                | بابک بیات | بابک بیات      |
| ای وای ای وای                 | گیتی پاشایی        | ایرج جنتی عطایی                | بابک بیات |                |
| مگه من و خواب ببینی           | گیتی پاشایی        | ایرج جنتی عطایی                | بابک بیات |                |
| دل بوالهوس                    | گیتی پاشایی        | ایرج جنتی عطایی                | بابک بیات | بابک بیات      |
| جدایی                         | گیتی پاشایی        | ایرج جنتی عطایی                | بابک بیات | بابک بیات      |
| کی میگه دنیا قشنگه            | گیتی پاشایی        | ایرج جنتی عطایی                | بابک بیات | بابک بیات      |
| صدف‌های شکسته                  | گیتی پاشایی        | ایرج جنتی عطایی                | بابک بیات | بابک بیات      |
| این باشه باشه                 | گیتی پاشایی        | ایرج جنتی عطایی                | بابک بیات | بابک بیات      |
| پشیمون                        | منوچهر سخایی       | ایرج جنتی عطایی                | بابک بیات | بابک بیات      |
| مرثیه                         | ستار               | ایرج جنتی عطایی                | بابک بیات | محمد اوشال     |
| شهر غم                        | ستار               | ایرج جنتی عطایی                | بابک بیات | واروژان        |
| شب و دیوار                    | ستار               | ایرج جنتی عطایی                | بابک بیات | محمد اوشال     |
| خانه به دوش                   | ستار               | ایرج جنتی عطایی                | بابک بیات | بابک بیات      |
| خونه (خونه این خونه ویرون)    | ستار               | ایرج جنتی عطایی                | بابک بیات | محمد اوشال     |
| دادا جان                      | مرتضی              | ایرج جنتی عطایی                | بابک بیات | محمد اوشال     |
| گمشده                         | مرتضی              | ایرج جنتی عطایی                | بابک بیات | محمد اوشال     |
| شهید                          | مازیار             | ایرج جنتی عطایی                | بابک بیات | بابک بیات      |
| قسمت                          | رامش               | پرویز وکیلی                    | بابک بیات | بابک بیات      |
| پاییزی                        | پری زنگنه          | ایرج جنتی عطایی                | بابک بیات | مرتضی حنانه    |
| مرد من                        | سیمین غانم         | ایرج جنتی عطایی                | بابک بیات | بابک بیات      |
| دیگه عاشق نمیشم               | رامین              | رضا عبداللهی                   | بابک بیات | بابک بیات      |
| اگه هوسه یه دفعه بسه          | رامین              | خسرو هوشمند لنگرودی            | بابک بیات | بابک بیات      |
| آواز فاصله                    | شهره               | شهرام دانش                     | بابک بیات | بابک بیات      |
| ملک جمشید                     | لیلا فروهر         | ایرج جنتی عطایی                | بابک بیات | بابک بیات      |
| افسانه دل                     | ضیا آتابای         | ایرج جنتی عطایی                | بابک بیات | بابک بیات      |
| بگذار آرام بگیرم              | ضیا آتابای         | ایرج جنتی عطایی                | بابک بیات | بابک بیات      |
| آخه آدم غمشو به کی بگه        | ضیا آتابای         | ایرج جنتی عطایی                | بابک بیات | روبن رهسپاری   |
| ای خدا به کی بگم              | فریدون فرخزاد      | ایرج جنتی عطایی                | بابک بیات |                |
| از من نخواه عاشق بشم          | فریدون فرخزاد      | ایرج جنتی عطایی                | بابک بیات |                |
| هیچ‌کس حرفامو باور بکنه        | فریدون فرخزاد      | ایرج جنتی عطایی                | بابک بیات | بابک بیات      |
| طلسم                          | ناصر صبوری         | ایرج جنتی عطایی                | بابک بیات | بابک بیات      |
| تو دروغاتم قشنگه              | ناصر صبوری         | ایرج جنتی عطایی                | بابک بیات | بابک بیات      |
| فقط عشقه که می‌مونه            | ناصر صبوری         | ایرج جنتی عطایی                | بابک بیات | بابک بیات      |
| زندگی                         | حمید ناصرآبادی     | ایرج جنتی عطایی                | بابک بیات | بابک بیات      |
| خسته نشو                      | هاتف               | شهرام دانش                     | بابک بیات | زارع           |
| بچه‌های البرز                  | معین               | بابک صحرایی                    | بابک بیات | کاظم عالمی     |
| جدایی                         | معین               | بابک صحرایی                    | بابک بیات | فرد میرزا      |
| وقتی تو با من نیستی           | معین               | اهورا ایمان                    | بابک بیات | بامداد بیات    |
| هم گریه                       | حامی               | بابک صحرایی                    | بابک بیات | بامداد بیات    |
| خاک سبز                       | حامی               | بابک صحرایی                    | بابک بیات | بابک بیات      |
| دلم گرفت                      | حامی               | اهورا ایمان                    | بابک بیات | بابک بیات      |
| لیلای من کو                   | حامی               | آزیتا قاسمی                    | بابک بیات | بامداد بیات    |
| شب عشق                        | حامی               | اهورا ایمان                    | بابک بیات | بامداد بیات    |
| سیاه و سپید                   | حامی               | اهورا ایمان                    | بابک بیات | بامداد بیات    |
| دلم گرفت (با گیتار)           | حامی               | اهورا ایمان                    | بابک بیات | محسن مرشد      |
| پرنده                         | مانی رهنما         | شهین حنانه                     | بابک بیات | بهرام دهقانیار |
| مرگ ماهی‌ها                    | مانی رهنما         | ناهید کبیری                    | بابک بیات | بابک بیات      |
| سقوط                          | مانی رهنما         | پیام پارسا                     | بابک بیات | بابک بیات      |
| مرثیه                         | مانی رهنما         | پیام پارسا                     | بابک بیات | بابک بیات      |
| تموم شد ترانه                 | مانی رهنما         | اهورا ایمان                    | بابک بیات | داریوش تقی‌پور  |
| مرسدس                         | مانی رهنما         | ایرج جنتی عطایی                | بابک بیات | بابک بیات      |
| آی آدمها                      | مانی رهنما         | نیما یوشیج                     | بابک بیات | بابک بیات      |
| زنگی و رومی                   | مانی رهنما         | اهورا ایمان                    | بابک بیات | داریوش تقی‌پور  |
| نازلی                         | مانی رهنما         | بابک صحرایی                    | بابک بیات | بامداد بیات    |
| قاب عکس                       | مانی رهنما         | بابک صحرایی                    | بابک بیات | بهرام دهقانیار |
| افسانه دل                     | مانی رهنما         | ایرج جنتی عطایی                | بابک بیات |                |
| رگبار                         | نیما مسیحا         | بابک صحرایی                    | بابک بیات | باربد بیات     |
| نازنینم خداحافظ               | نیما مسیحا         | بابک صحرایی                    | بابک بیات | باربد بیات     |
| پروانگی                       | نیما مسیحا         | پیام پارسا                     | بابک بیات | بابک بیات      |
| شب قطبی                       | امیر سام           | بابک صحرایی                    | بابک بیات | بامداد بیات    |
| آخرین ثانیه                   | امیر سام           | بابک صحرایی                    | بابک بیات | بامداد بیات    |
| شهرزاد قصه گو                 | فرجام محمدی        | بابک صحرایی                    | بابک بیات | بابک بیات      |
| وقتی سکوت می‌کنی               | میلاد رحیمی        | بابک صحرایی                    | بابک بیات | بابک بیات      |
| گله نیست                      | میلاد رحیمی        | داود بصیری                     | بابک بیات | باربد بیات     |
| پهلوانان نمی‌میرند             | محمد اصفهانی       | اکبر آزاد                      | بابک بیات | بابک بیات      |
| ولایت عشق                     | محمد اصفهانی       | اکبر آزاد                      | بابک بیات | بابک بیات      |
| مرگ آفتاب                     | محمد اصفهانی       | اکبر آزاد                      | بابک بیات | بابک بیات      |
| خم می                         | محمد اصفهانی       | عبید زاکانی                    | بابک بیات | بابک بیات      |
| آسیمه‌سر                       | محمد اصفهانی       | اکبر آزاد                      | بابک بیات | بامداد بیات    |
| همسفر                         | خشایار اعتمادی     | ایرج جنتی عطایی                | بابک بیات | فؤاد حجازی     |
| بهونه                         | خشایار اعتمادی     | بامداد جویباری                 | بابک بیات | فواد حجازی     |
| دیباچه                        | خشایار اعتمادی     | شفیعی کدکنی                    | بابک بیات | فواد حجازی     |
| نوای غربت                     | خشایار اعتمادی     | اکبر آزاد                      | بابک بیات | فواد حجازی     |
| منجی                          | خشایار اعتمادی     | اکبر آزاد                      | بابک بیات | فواد حجازی     |
| دلشوره                        | خشایار اعتمادی     | اکبر آزاد                      | بابک بیات | فواد حجازی     |
| مسافر                         | حسین زمان          | افشین سرفراز                   | بابک بیات | بهرام دهقانیار |
| پنجره                         | مهران مدیری        | هاتف علیمردانی                 | بابک بیات | بابک بیات      |
| خسته نشو                      | علی سهراب          | شهرام دانش                     | بابک بیات | بابک بیات      |
| دیدار                         | علی سهراب          | ایرج جنتی عطایی                | بابک بیات | بابک بیات      |
| فردا که نیستی                 | علی سهراب          | ناهید کبیری                    | بابک بیات | بابک بیات      |
| من از سفر میام                | علی سهراب          | ایرج جنتی عطایی                | بابک بیات | واروژان        |
| همسنگر                        | علی سهراب          | شهرام دانش                     | بابک بیات | بابک بیات      |
| جوانه                         | علی سهراب          | ایرج جنتی عطایی                | بابک بیات | بابک بیات      |
| خاکستری                       | علی سهراب          | ایرج جنتی عطایی                | بابک بیات | محمد اوشال     |
| گریه                          | پرویز خوشرزم       | ایرج جنتی عطایی                | بابک بیات | محمد شمس       |
| چله نشین                      | پرویز خوشرزم       | شهیار قنبری                    | بابک بیات | محمد شمس       |
| مرگ انسان‌ها                   | پرویز خوشرزم       | ناهید کبیری                    | بابک بیات | محمد شمس       |
| غربت                          | پرویز خوشرزم       | شهرام دانش                     | بابک بیات | محمد شمس       |
| جنگل                          | پرویز خوشرزم       | ایرج جنتی عطایی                | بابک بیات | بابک بیات      |
| صخره                          | پرویز خوشرزم       | بهزاد فراهانی                  | بابک بیات | محمد شمس       |
| دریا                          | مهرداد شهسوارزاده  | آزیتا قاسمی                    | بابک بیات | محمد محمدعلی   |
| نامه‌های پاره                  | مهرداد شهسوارزاده  | اکبر آزاد                      | بابک بیات | حسین فاضل      |
| سفر نکن                       | مهرداد شهسوارزاده  | شهرام دانش                     | بابک بیات | بابک بیات      |
| مهتاب                         | مهرداد شهسوارزاده  | پیام پارسا                     | بابک بیات | محسن مرشد      |
| خانه‌ام ابریست                 | آرش جوادی          | نیما یوشیج                     | بابک بیات | بامداد بیات    |
| می‌تراود مهتاب                 | آرش جوادی          | نیما یوشیج                     | بابک بیات | بامداد بیات    |
| داروگ                         | آرش جوادی          | نیما یوشیج                     | بابک بیات | بامداد بیات    |
| ترانه بی ترانه                | منصور              | بابک صحرایی                    | بابک بیات | منوچهر چشم‌آذر  |
| پرنده‌های بی وطن               | منصور              | ناهید کبیری                    | بابک بیات | عبدی یمینی     |
| شبستون چشات                   | مهرداد آسمانی      | محمد صالح اعلاء                | بابک بیات | فرهاد مرفه     |
| علی کوچولو                    | یغما گلرویی        | یغما گلرویی                    | بابک بیات | بابک بیات      |
| اولین و آخرین                 | اشکان              | ایرج جنتی عطایی                | بابک بیات | بابک بیات      |
| دل بوالهوس                    | شهرام کاشانی       | ایرج جنتی عطایی                | بابک بیات | شهرام کاشانی   |

### موسیقی فیلم
- غریبه (۱۳۴۹)
- شیرتوشیر (۱۳۵۱)
- خورشید در مرداب (۱۳۵۲)
- هیاهو (۱۳۵۳)
- تنها حامی (۱۳۵۵)
- شب آفتابی (۱۳۵۶)
- فریاد زیر آب (سیروس الوند - ۱۳۵۶)
- برهنه تا ظهر با سرعت (۱۳۵۵)
- مرگ یزد گرد (بهرام بیضایی - ۱۳۶۰)
- نقطه ضعف (محمدرضا اعلامی - ۱۳۶۲)
- سلطان و شبان (مجموعه، داریوش فرهنگ - ۱۳۶۲)
- راه دوم (۱۳۶۳)
- ریشه در خون (سیروس الوند - ۱۳۶۳)
- مترسک (حسن محمدزاده - ۱۳۶۳)
- آتش در زمستان (حسن هدایت - ۱۳۶۴)
- اتوبوس (یدالله صمدی - ۱۳۶۴)
- جستجو در شهر (۱۳۶۴)
- صاعقه (۱۳۶۴)
- سایه همسایه (اسماعیل خلج -۱۳۶۵)
- ترنج (محمدرضا اعلامی - ۱۳۶۵)
- تشکیلات (منوچهر مصیری - ۱۳۶۵)
- طلسم (داریوش فرهنگ - ۱۳۶۵)
- ایستگاه (یدالله صمدی - ۱۳۶۶)
- شاید وقتی دیگر (بهرام بیضایی - ۱۳۶۶)
- شکار (مجید جوانمرد - ۱۳۶۶)
- گاویار (کیومرث پوراحمد - ۱۳۶۶)
- گمشدگان (محمدعلی سجادی - ۱۳۶۶)
- مزدوران (۱۳۶۶)
- مکافات (منوچهر مصیری - ۱۳۶۶)
- ویزا (بهرام ری‌پور - ۱۳۶۶)
- شاخه‌های بید (امرالله احمدجو - ۱۳۶۷)
- شب حادثه (سیروس الوند - ۱۳۶۷)
- عروسی خوبان (محسن مخملباف - ۱۳۶۷)
- کشتی آنجلیکا (محمدرضا بزرگ نیا - ۱۳۶۷)
- تمام وسوسه‌های زمین (حمید سمندریان - ۱۳۶۸)
- دستمزد (مجید جوانمرد - ۱۳۶۸)
- دو سرنوشت (مهران تأییدی - ۱۳۶۸)
- شب مکافات (۱۳۶۸)
- شنا در زمستان (محمد کاسبی - ۱۳۶۸)
- گل سرخ (حمید تمجیدی - ۱۳۶۸)
- پرده آخر (واروژ کریم‌مسیحی - ۱۳۶۹)
- عروس (بهروز افخمی - ۱۳۶۹)
- دو فیلم با یک بلیط (داریوش فرهنگ - ۱۳۶۹)
- آقای بخشدار (خسرو معصومی - ۱۳۷۰)
- بهترین بابای دنیا (داریوش فرهنگ - ۱۳۷۰)
- عشق من، شهر من (علی قوی‌تن - ۱۳۷۰)
- قربانی (رسول صدرعاملی - ۱۳۷۰)
- مار (مجید جوانمرد - ۱۳۷۰)
- مسافران (بهرام بیضایی - ۱۳۷۰)
- مو تو (محمدعلی نظریان - ۱۳۷۰)
- خوش خیال (۱۳۷۱)
- روز فرشته (بهروز افخمی - ۷۲/۱۳۷۱)
- تماس شیطانی (حسن قلی‌زاده - ۱۳۷۱)
- آتش در خرمن (سعید حاجی‌میری - ۱۳۷۱)
- افعی (محمدرضا اعلامی - ۱۳۷۱)
- بیا با من (مهدی ودادی - ۱۳۷۱)
- دیدار (محمدرضا هنرمند - ۱۳۷۲)
- جنگ نفت کش‌ها (محمدرضا بزرگ‌نیا - ۱۳۷۲)
- عروسی خون (مجید جوانمرد - ۱۳۷۳)
- روز شیطان (بهروز افخمی - ۱۳۷۳)
- توفان (محمدرضا بزرگ‌نیا - ۱۳۷۴)
- سرزمین خورشید (احمدرضا درویش - ۱۳۷۵)
- دیپلمات (داریوش فرهنگ - ۱۳۷۵)
- حرفه‌ای (اسماعیل فلاح‌پور - ۱۳۷۵)
- مردی شبیه باران (سعید سهیلی - ۱۳۷۵)
- پهلوانان نمی‌میرند (حسن فتحی - ۱۳۷۵)
- مرسدس (مسعود کیمیایی - ۱۳۷۶)
- جهان پهلوان تختی (بهروز افخمی - ۱۳۷۶)
- ساحره (داود میرباقری - ۱۳۷۶)
- قرمز (فریدون جیرانی - ۱۳۷۷)
- معصوم (داود توحیدپرست - ۱۳۷۷)
- فریاد (مسعود کیمیایی - ۱۳۷۷)
- دو زن (تهمینه میلانی - ۱۳۷۷)
- شیدا (کمال تبریز - ۱۳۷۷)
- ولایت عشق (مجموعه، مهدی فخیم‌زاده - ۱۳۷۸)
- دست‌های آلوده (فیلم) (سیروس الوند - ۱۳۷۸)
- سام و نرگس (ایرج قادری - ۱۳۷۹)
- یک الف ناقابل (محمدرضا عرب - ۱۳۸۰)